# Rózsás kakadu
A rózsás kakadu (Eolophus roseicapilla) a papagájalakúak (Psittaciformes) rendjébe sorolt kakadufélék (Cacatuidae) családjában az Eolophus nem egyetlen faja.

## Rendszertani helyzete
Besorolása vitatott, egyes rendszerezők a Cacatua nembe sorolják Cacatua roseicapilla néven.

## Származása, elterjedése
A partvidék kivételével egész Ausztráliában és Tasmania keleti részén honos.

## Alfajai
Az alfajok különbségei árnyalatnyiak.
- Eolophus roseicapilla roseicapilla
- Eolophus roseicapilla albiceps — alapszíne halványabb, feje tetején a rózsaszín árnyalat határozottabb, Nyugat-Ausztráliában él
- Eolophus roseicapilla kuhli — szemgyűrűje vöröses árnyalatú, a Kimberley-övezetben fordul elő.

## Megjelenése
Testhossza 35 centiméter, szárnyának fesztávolsága 50–60 centiméter, testtömege pedig 300–400 gramm. Homloka, fejének teteje és apró, alig látható bóbitája fehér; arca, tarkója, nyaka és hasa rózsaszínű. Szárnya, háta világosszürke, farka sötétszürke. Írisze sötétbarna vagy fekete; a szeme körüli keskeny, csupasz gyűrű vöröses. Csőre szaruszínű, a lába szürke. Ahím és a tojó színei azonosak, de a tojó írisze második életévétől vörösbarnára vált és szemgyűrűje nem olyan élénk, mint a hímé.

## Életmódja, élőhelye
Fákkal tarkított nyílt füves térségekben él, nagy csapatokban. Az ausztráliai utazók mindennapos élménye lehet a művelt területeken, akár több száz fős csapatokban a földön bóklászó rózsás kakaduk látványa.
Tápláléka magokból, gabonából, rügyekből és különböző rovarokból áll. Tömegesen nagy károkat okozhat a mezőgazdasági területeken, emiatt a farmerek valóságos irtóhadjáratokat vezetnek ellene: évente több százezret ölnek meg. Tömeges megsemmisítését más fajokra, így a csupaszszemű kakadura (Cacatus sanguinea), a sárgabóbitás kakadura (Cactua galerida) és az ormányos kakadura (Cacatua tenuirostris) is kiterjesztették. A kakaduk mészárlása nemzetközi tiltakozó akciókat váltott ki.
Leggyakrabban alkonyattájt lehet látni akrobatikus repülőmutatványait. Sokszor nagy távolságokra kell repülnie, hogy eleséghez jusson. A táplálkozó csapat őrszemet állít.

### Szaporodása
Az esőzéstől függően, a leggyakrabban február és május között költ. Faodúba rakja fészkét, amit eukaliptuszlevelekkel bélel ki. Fészekalja 3–5 tojás, amelyeken a költőpár felváltva, 25–30 napig kotlik. A kirepülési idő hat hét, ezután a szülők még három–öt hétig az odún kívül etetik a fiókákat.
|  |  |